# نوتودن
نوتودن (به لاتین: Hamar) یک شهرک و شهرداری در نروژ است که در تلمارک واقع شده‌است.

## خصوصیات
نوتودن ۹۱۴ کیلومترمربع مساحت و ۱۲٬۳۵۹ نفر جمعیت دارد.